# Albert Sacco
Albert Sacco Jr. detto Al (Boston, 3 maggio 1949) è un ex astronauta statunitense.
Ha partecipato alla missione STS-73 dello Space Shuttle nel 1995 come specialista del carico utile.